# 海东站
海东站，原名乐都南站，位于中华人民共和国青海省海东市乐都区 ，是兰新客运专线上的高铁站，于2014年12月26日开通启用，由青藏铁路公司管辖。因張家莊隧道長期處於地質不穩定狀態，蘭州至西寧之間的高鐵需繞經蘭青鐵路，此站历经多次停運。自2021年6月1日起，该站再次暂停运营，於2023年7月1日重開。

## 車站周邊
- 京藏高速公路
- 岗沟镇熊沈家小学
- 乐都客运站
- 同乐公园
- 乐都县第七中学
- 海东凯博酒店
- 湟水

## 歷史
- 2014年12月26日：开通启用。
- 2018年12月25日：因兰新客运专线张家庄隧道山体变形，该站暫時關閉[3]。
- 2020年10月11日：因兰新客运专线蘭州西至西寧段恢復通車，该站重新投入服務。
- 2021年6月1日：兰新客专西宁至兰州段因地质灾害停运，该站再次关闭[2]，直至2023年7月1日隨著兰新客运专线蘭州西至西寧段恢復通車並提速，本站恢復辦理客運業務。

## 外部連結
- 中国铁路客户服务中心 （页面存档备份，存于）